# 귀독성
귀독성(ototoxicity) 또는 내이독성 또는 이독성(耳毒性)은 독소에 의한 귀, 특히 달팽이관이나 청신경, 전정기관 등의 손상을 말한다. 이는 통상 약제에 의해 유발된다. 내이 신경에 독성을 갖는 약제로는 아미노글리코사이드계 젠타마이신과 같은 항생제, 푸로세미드와 같은 루우프이뇨제, 시스플라틴과 같은 백금을 기본으로 한 화학 요법 물질 등이 있다. 멜록시캄과 같은 비스테로이드성 항염증약(nonsteroidal anti-inflammatory drug, NSAIDS)도 이독성이 있다고 밝혀졌다. 이독성은 감각신경성청력손실이나 평형 이상, 또는 두 가지 모두를 야기할 수 있다. 양쪽 모두 회복이 가능하고 일시적일 수 있으나, 되돌릴 수 없고 영구적일 수도 있다.

## 이독성 물질

### 항생제
젠타마이신이나 토브라마이신 같은 아미노글리코사이드계 항생 물질들은 잘 알려지지 않은 기제로 와우 독성을 일으킬 수 있다. 이는 달팽이관의 NMDA 수용체에 항생제 반응을 일으켰기 때문일 수도 있고, 흥분독성으로 신경이 손상을 입었을 수도 있다. 활성산소종의 아미도글리코사이드에서 유발된 생성물들 또한 달팽이관의 세포들을 해칠 수 있다. 하루 1회 N-아세틸시스테인과 함께 복용하면 아미노글리코사이드로 인한 이독성을 예방할 수 있다. 젠타마이신의 이독성은 메니에르병 치료에 이용할 수 있는데, 이는 내이를 파괴하여 현기증을 멎게 하지만, 영구적인 난청이 될 수 있다. 에리스로마이신을 포함하는 마크롤라이드계 항생제들은 가역적인 이독성 효과와 관련되어 있다. 이독성의 근본적인 기제는 혈관조(stria vascularis)의 이온 운반의 장애에 의한 것일 수 있다. 이독성을 유도하는 인자로는 신장 기능 장애, 간 기능 장애, 장기 이식 등이 있다.

### 루우프이뇨제
루우프이뇨제 푸로세미드는 이독성과 관련이 있으며, 복용량이 시간당 240mg을 넘을 때에 특히 그러하다. 관련된 에타크린 산 화합물은 특히 이독성이 있다. 부멕스(Bumetanide)는 푸로세미드보다는 이독성의 위험이 덜하다.

### 화학 요법 물질
시스플라틴과 카보플라틴 등의 백금을 함유하는 화학 요법 물질들은 고주파수의 청력 상실과 이명(귀울림)의 증상이 대표적인 와우 독성과 관련이 있다. 이독성은 관련된 화합물인 옥살리플라틴에서는 발생되는 경우가 덜하다. 시스플라틴에 의한 이독성은 투여량에 따라 다른데, 특히 60 mg/m2 보다 투여량이 많은 경우에 그러하며, 주마다 투여하는 것보다는 2주에 한 번 투여할 때 일어나는 경향이 있다. 시스플라틴과 관련 물질들은 달팽이관의 유모 세포에 흡수되고 활성산소를 생산하여 이독성을 일으킨다. 옥살리플라틴에서 이독성의 발생이 줄어든 것은 달팽이관의 세포가 약제를 덜 흡수한 탓으로 보고 있다. 시스플라틴에 의한 이독성을 막기 위해 아미포스틴의 복용이 시험적으로 사용되어 왔으나, 미국임상종양학회(American Society of Clinical Oncology, ASCO)에서는 정규적으로 사용할 것을 추천한다.
빈크리스틴 등의 일일초알칼로이드들은 가역성의 이독성과 관련이 있다.

### 기타
이독성은 퀴닌에 의해서도, 수은과 납 등의 중금속으로도 발생할 수 있다. 복용량이 많다면, 아스피린과 다른 살리실산염들도 양쪽 귀에 고음의 이명과 청력 상실을 유발할 수 있는데, 보통은 약 복용을 중단하면 복구될 수 있다. 발기 부전 치료제인 비아그라, 레비트라, 시알리스 등도 청력 상실을 유발한다고 보고되었다.

### 혼합된 노출
이독성 화학물질들은 다른 방법으로 달팽이관의 기계적 응력과 반응한다. 소음과 함께 톨루엔, 스티렌, 크실렌과 같은 유기 용제에 노출되면 시너지의 방식으로 청력 상실의 위험이 증가한다. 중금속, 질식제, 내분비 교란 물질 등은 다양한 상호작용이 있다. 병행된 노출에 대한 구체적인 독성 한계는 정립되어 있지 않다. 어쨌거나, 청력 상실의 위험이 높아질 잠재성이 있으므로, 소음에 대한 노출은 85 데시벨 미만으로 유지해야 하며, 화학 성분에 대한 노출은 OSHA, NIOSH, ACGIH 등의 기관들의 추천 노출 한계 미만이어야 한다.

## 증상
이독성의 증상은 일부 또는 심각한 청력 상실, 현기증, 이명 등이다.

## 치료
특별한 치료법은 없으나, 해당 약제를 즉각 중단하여 증상을 완화할 수 있다면 그렇게 하는 것이 적절하다.

## 같이 보기
- 귀과학